# Fauna

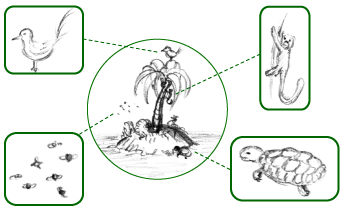
Esquema simplificado de la fauna de una isla - todas sus especies animales.

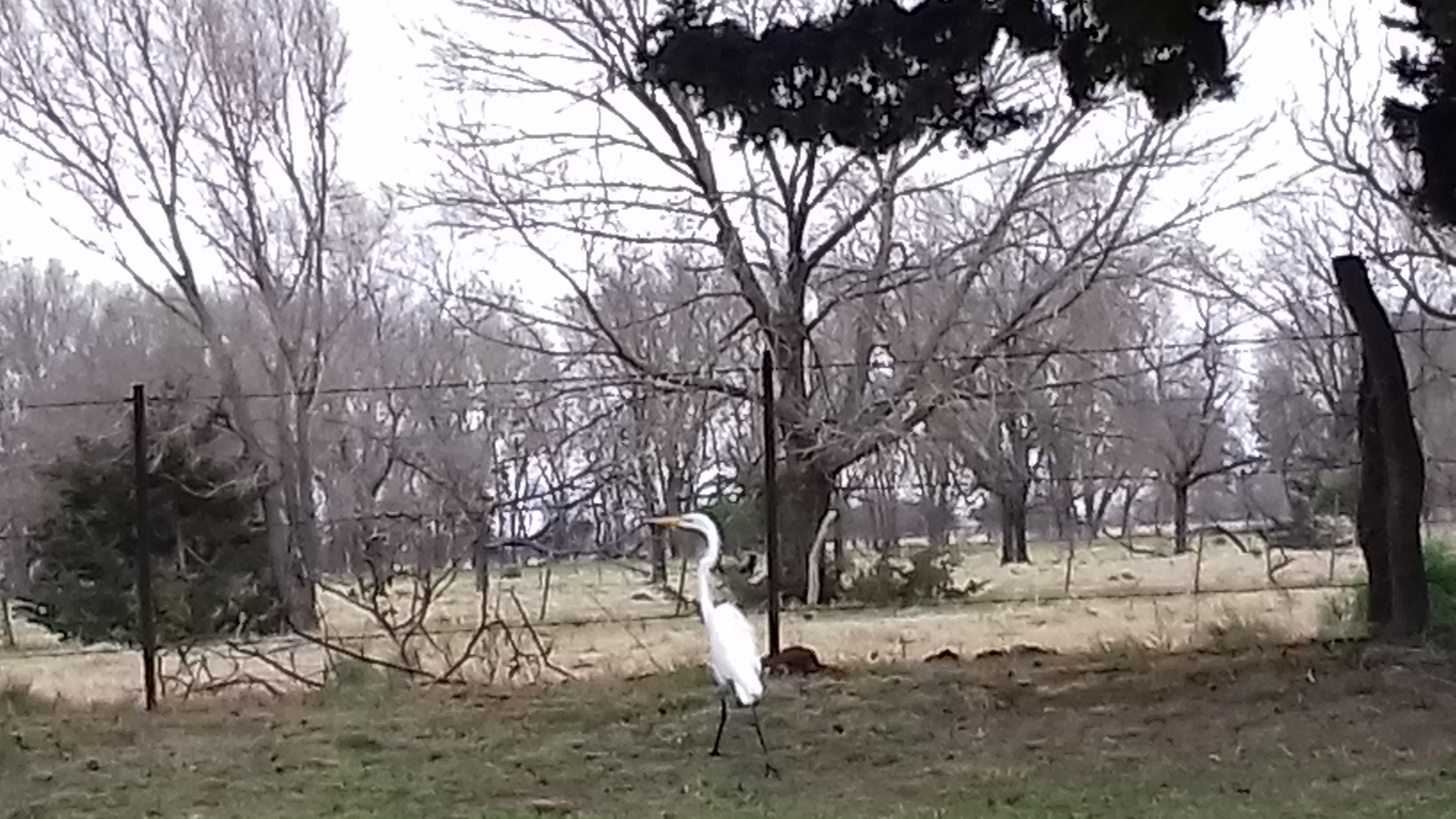
Garza blanca de La Pampa.

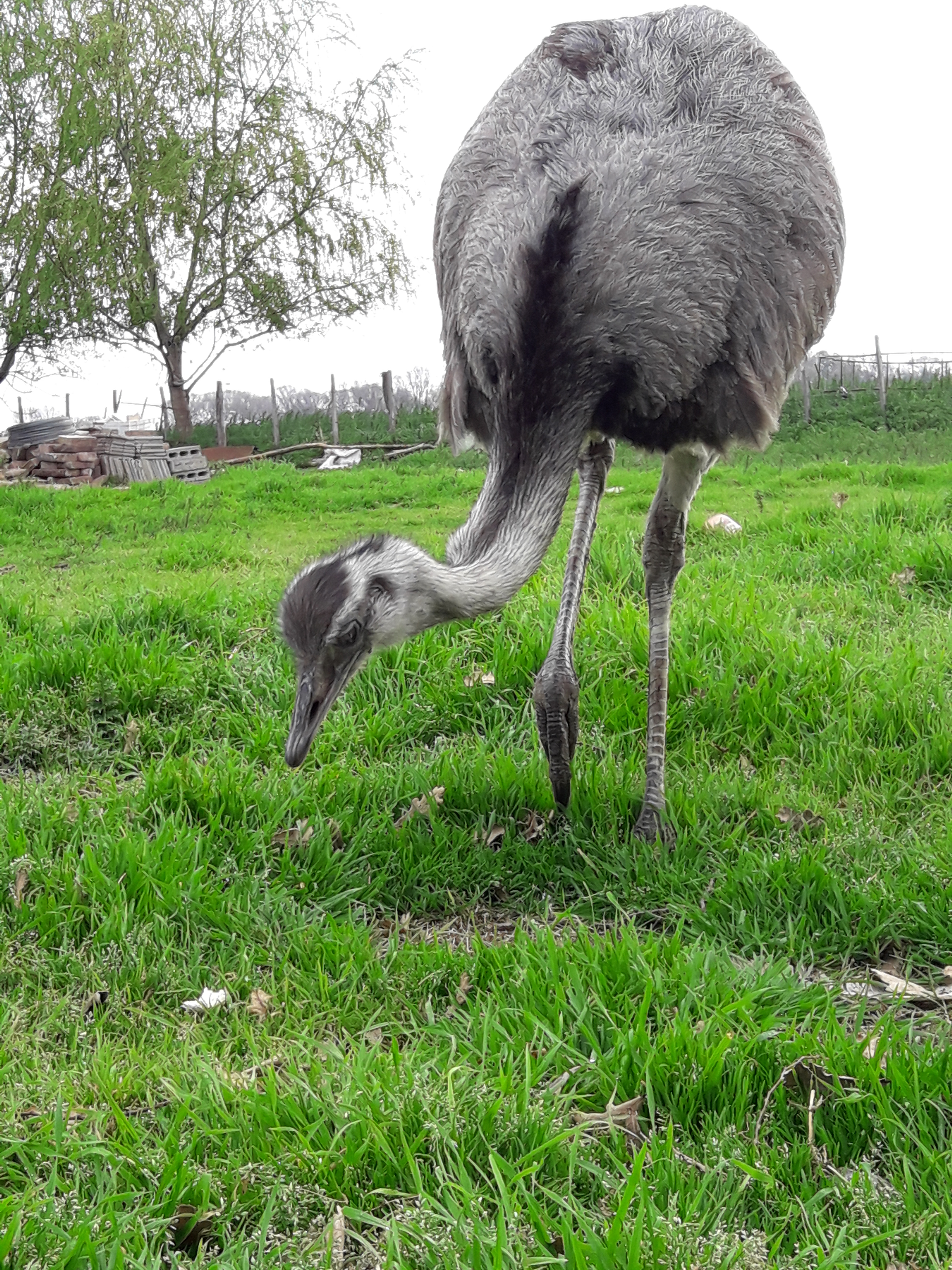
Ñandú, autóctono de la fauna pampeana.

La fauna es el conjunto de especies animales que habitan en una región geográfica, que son propias de un período geológico. Esta depende tanto de factores abióticos como de factores bióticos. Entre estos sobresalen las relaciones posibles de competencia o de depredación entre las especies, eso provoca la extinción de los animales suelen ser sensibles a las perturbaciones que alteran su hábitat; por ello, un cambio en la fauna de un ecosistema indica una alteración en uno o varios de los factores de este.

## Fauna salvaje
La fauna se divide en distintos tipos de acuerdo al origen geográfico de donde provienen las especies que habitan un ecosistema o biotopo. La fauna salvaje es aquella que vive en libertad y no ha sido domesticada.
Conjunto de animales, (invertebrados, reptiles, aves, anfibios, y mamíferos) que viven libremente y fuera del control del hombre en ambientes naturales. Los invertebrados muchas veces suelen ser considerados fuera de la definición de fauna salvaje, generalmente viven dentro de un ecosistema natural como lo es un bosque, selva, desierto, manglar etc. Cuando viven en un lugar diferente a su ecosistema natural es porque han sido extraídos por el hombre para diversos fines pero se siguen considerando fauna salvaje.
Son todos aquellos animales que viven en libertad sin recibir ninguna ayuda directa del hombre para obtener sus necesidades (alimento, pareja reproductiva, refugio, agua etc.) se incluyen todos los organismos, desde los invertebrados más pequeños hasta los vertebrados más grandes. La fauna salvaje también se percibe como los animales que su desarrollo evolutivo se presentó y se sigue dando sin la intervención directa o indirectamente del ser humano, el ser humano no interviene en aspectos como las adaptaciones de las especies a condiciones geográficas y climatológicas de sus hábitats. Satisfacen sus necesidades alimenticias por cuenta propia con la probabilidad de encontrar alimento y agua en un día o en una semana o más. No saben exactamente cuándo comerán y tienen que decidir si continuarán en busca de alimento o descansar para ahorrar energía.

#### Valor
En general, se dice que la fauna salvaje es uno de los “recursos” naturales renovables básicos, junto al agua, el aire, el suelo y la vegetación; es decir, un beneficio que podemos utilizar y reponer para utilizarlo continuamente. Todas las especies nativas -animales y plantas silvestres- en conjunto, componen la riqueza y diversidad de los ecosistemas, y hacen parte del patrimonio natural de cada región y del mundo en general. Normalmente, la sociedad valora las cosas de acuerdo a su utilidad, es decir, le otorga un valor real o económico, expresado generalmente en dinero. Puede ser “valor de mercado”, “valor comercial” o “valor no comercial”. El valor de mercado es lo mínimo que se pide y lo máximo que se ofrece por un bien o servicio; varía en el tiempo y el espacio según la oferta y la demanda. Las poblaciones de animales sometidas a uso comercial poseen valor de mercado por consumo directo como bienes de uso; por ejemplo, la carne para el consumo doméstico. Cuando tales bienes son objetos de compra y venta, adquieren valor comercial, un precio y, por lo tanto, valor económico evidente. Este valor es simple y claro, pero aplicable sólo al conjunto que forman los animales domésticos, objeto de uso y comercio, como vacas, cerdos y aves, principalmente. Cuando un bien no está sujeto a la oferta y la demanda, pero es apreciado por la gente, adquiere “valor no comercial” difícil de determinar, puesto que está basado en elementos como los sentimientos o beneficios, que no generan dinero. Este valor depende de la disposición de personas o sociedades para pagar por conservar lo que consideran importante para uso futuro.
Tradicionalmente, los sistemas de valoración aceptados subestiman la contribución de la Fauna Salvaje, aunque su valor puede alcanzar cifras importantes. Recientemente se ha asignado alto valor al aporte recreativo o turístico y ambiental de la fauna nativa, por los usos alimenticios, la caza y el turismo. Por ejemplo, la caza deportiva ofrece recreación y experiencias cuyo valor sobrepasa el precio comercial de las presas obtenidas, tal como sugiere el llamado valor cinegético de una especie. El valor material del producto de la caza, y los rasgos biológicos del animal, hacen de su búsqueda y captura, un reto y experiencia interesantes. La caza deportiva también produce beneficios a terceros, como propietarios, hoteles, restaurantes y demás servicios locales, y al comercio e industria de artículos deportivos. Además, genera ingresos fiscales por concepto de las licencias de caza. La Fauna Silvestre es uno de los atractivos principales del Turismo de Naturaleza, pues genera ingresos directos y empleos para las regiones en desarrollo, sumados al valor recreativo y educativo para la gente de la ciudad, a menudo distanciada de la naturaleza en su vida cotidiana. Además de su valor económico, la Fauna Salvaje hace parte del paisaje natural como un recurso escénico, y se destaca aún más por su valor ecológico. Todas las especies interactúan entre sí, según su función específica, Por ejemplo, los polinizadores, dispersores o depredadores de semillas, son de vital importancia para el funcionamiento de los ecosistemas. Lamentablemente, el valor ecológico de muchos animales se manifestará después de que la especie haya desaparecido. Debido a la crisis ambiental, se ha creado un nuevo concepto, el “valor de existencia”, que establece la disposición a pagar para asegurar la existencia de un recurso, por ejemplo, una especie amenazada, sin pretender un uso posterior. Estos valores se estiman, usualmente, por medio de encuestas o consultas a expertos. La Fauna Salvaje está profundamente arraigada en los patrones mágico-religiosos y culturales de los indígenas y colonos, que han mantenido un prolongado contacto y dependencia con la naturaleza. . La difusión y popularidad de las series de televisión sobre la vida animal, así como la creciente importancia de los zoológicos, son pruebas del lazo que nos une con la Fauna Salvaje. El valor científico de la fauna, es inmenso, este valor se incrementa con el aporte de ciertos animales como especies indicadoras de la condición de un ecosistema o animales experimentales. A pesar de todos estos valores que se han mencionado, la Fauna Silvestre es el menos apreciado de los recursos naturales renovables, porque no genera ganancias comparables con las de recursos pesqueros o forestales, con muy pocas excepciones. Por lo tanto, la Fauna salvaje casi nunca es la base del desarrollo regional. Sin embargo, cuando se maneja debidamente, puede constituir un importante recurso complementario en grandes extensiones. La justa valoración económica de la Fauna Salvaje es vital, porque las grandes decisiones políticas se fundamentan, ante todo, en argumentos económicos

#### Explotación
Durante muchos años se consideró a la fauna como un recurso natural inagotable, el cual era explotado de una forma descabellada , al grado que se extinguieron especies, muchas especies, de las que hoy conocemos su historia, y muchas se encuentran amenazadas o en peligro crítico de extinción, debido a la intensa “demanda” y explotación por parte del humano que le ha dado fines diversos , como comida, fuente de comercio para pieles animales de exhibición, etc. El criterio de recurso natural inagotable ahora a cambiado
Los animales salvajes tienen un valor desde muchos puntos de vista como el estético, económico, comercial y cinegético entre otros, pero pocas veces son percibidos con un valor ecológico.

#### Reproducción
En los zoológicos modernos existen algunos objetivos como; recreación, educación, conservación e investigación, y en estas dos últimas entra la reproducción involucrándose algunas áreas como: anatomía, fisiología, endocrinología, nutrición, patología, manejo y etología que conlleva expertos en cada uno de los distintos temas.
El sistema inmunológico de los animales salvajes se adquiere por medio de las características parentales, la información genética y la experiencia adquirida en la naturaleza. La reproducción de la fauna contiene a la selección natural como un factor importante para la preservación de la especie por medio del mayor éxito en la supervivencia individual o de una manada o grupo de individuos. Los animales salvajes tienen su ciclo de vida en áreas geográficas naturales en donde se han adaptado a las diferentes características que sus nichos les ofrecen y que además en su nicho encuentran los elementos necesarios para satisfacer sus necesidades energéticas, fisiológicas, metabólicas y reproductivas.

## Fauna en proceso de domesticación
La fauna en proceso de domesticación, está integrada por aquellos animales silvestres, sean autóctonos, exóticos o importados, criados zootécnicamente bajo el dominio del hombre en zoo criaderos bajo condiciones de cautiverio o semicautiverio, que a través de las generaciones van perdiendo su carácter de salvajes para convertirse en domésticos y ser explotados con iguales fines que estos últimos. Se encuentran en este grupo poblaciones de coipo o nutria criolla, chinchilla, zorro plateado, visón, etc. Debido al hecho de que aún no pueden ser consideradas especies domésticas, tienen que ser encuadradas para su gestión como variedades de poblaciones silvestres manejadas mediante la zoocría y, por lo tanto, manejadas como especies silvestres de una determinada zona geográfica.